# Younès Sekkat
Younès Sekkat, né le 29 avril 1974, est un taekwondoïste marocain.

## Carrière
Younès Sekkat est médaillé de bronze aux Jeux mondiaux de 1993 à La Haye dans la catégorie des moins de 50 kg. Il est ensuite sacré champion d'Afrique des moins de 54 kg en 1996 à Johannesbourg. Médaillé de bronze des moins de 58 kg aux Mondiaux de 1999 à Edmonton, il est troisième du tournoi de qualification olympique à Poreč dans la catégorie des moins de 58 kg ; il termine cinquième des Jeux olympiques de 2000 à Sydney.